# Haustierchen
Das Haustierchen (Metacystis lagenula) ist eine Protistenart aus der Gruppe der Wimpertierchen. Es kommt in Moospolster wie etwa Sphagnen, und in Gräben vor.

## Merkmale
Metacystis lagenula lebt in einem festen Gehäuse. In dieses kann es sich schnell zurückziehen. Die Art wird bis 30 Mikrometer groß, das Gehäuse 50 bis 60 Mikrometer hoch. Um den Rand des Vorhofs befinden sich zu zwei Kränzen angeordnete Wimpergruppen. Diese strudeln Bakterien zum Schlund. Im Zytoplasma befinden sich mehrere Zoochlorellen und zwei kontraktile Vakuolen. Das Entoplasma ist dunkel.

## Belege